# 未来ロケット
『未来ロケット』（みらいロケット）は、2014年4月19日から2015年3月21日までフジテレビ系列で放送されていたバラエティ番組である。

## 内容
夢と未来へ突き進む若い人たちを力強く勝手に応援するおせっかいバラエティ番組。

## 出演者
MC（進行）
- 若林正恭（オードリー）

夢応援リーダー
- 増田貴久（NEWS）

夢応援マネジャー
- 高畑充希[注 1]

スカウトマン
- 鈴木拓（ドランクドラゴン）

ナレーター
- 土屋伸之（ナイツ）

## コーナー
- タレコミスカウトキャラバン
  - 視聴者からの才能ある人たちのタレこみを情報をもとに勝手に応援しに行く。「bijin-tokei」とコラボした「1万人の美人リコメンダー」も応援したい人を推薦する。タイトル題字とコーナー仕切りは高畑。
- 未来塾
  - どうやったらなれるのかわからない人気の職業で働きたい若者を応援する企画。タイトル題字は増田。
- 上京物語
  - 夢を追うためこの春上京した1人の少女に密着する。タイトル題字は若林。

## 放送リスト
| 回 | 放送日  | タレコミスカウトキャラバン                                | 未来塾                             | 上京物語                 |
| -- | ------- | --------------------------------------------------------- | ---------------------------------- | ------------------------ |
| 1  | 4月19日 | ストッキングデザイナー・ハヤカワ五味 トリプルファイヤー   | スタイリスト塾、入塾オーディション | 歌手志望の今優佳、旅立ち |
| 2  | 4月26日 | カメムシ研究者・向井裕美 「電子たくあん」ドラマー・村里杏 | スタイリスト塾、入塾者決定         | 上京・入学式             |

## ネット局
| 放送対象地域 | 放送局             | 系列           | 放送日時                               | 放送期間                      | 遅れ       |
| ------------ | ------------------ | -------------- | -------------------------------------- | ----------------------------- | ---------- |
| 関東広域圏   | フジテレビ         | フジテレビ系列 | 土曜 0:50 - 1:20（金曜 24:50 - 25:20） | 2014年4月19日 - 2015年3月21日 | 制作局     |
| 長崎県       | テレビ長崎         | フジテレビ系列 | 土曜 0:50 - 1:20（金曜 24:50 - 25:20） | 2014年4月19日 - 2015年3月21日 | 同時ネット |
| 沖縄県       | 沖縄テレビ         | フジテレビ系列 | 土曜 0:50 - 1:20（金曜 24:50 - 25:20） | 2014年4月19日 - 2015年3月21日 | 同時ネット |
| 鹿児島県     | 鹿児島テレビ       | フジテレビ系列 | 土曜 0:50 - 1:20（金曜 24:50 - 25:20） | 2014年5月3日 -                | 同時ネット |
| 佐賀県       | サガテレビ         | フジテレビ系列 | 木曜 0:35 - 1:05（水曜 24:35 - 25:05） | 2014年10月9日 -               | 12日遅れ   |
| 熊本県       | テレビ熊本         | フジテレビ系列 | 水曜 0:35 - 1:05（火曜 24:35 - 25:05） | 2014年10月15日 -              |            |
| 高知県       | 高知さんさんテレビ | フジテレビ系列 | 土曜 0:50 - 1:20（金曜 24:50 - 25:20） | 2014年10月18日 -              |            |
| 広島県       | テレビ新広島       | フジテレビ系列 | 火曜 1:05 - 1:35（月曜 25:05 - 25:35） | 2014年10月28日 -              | 10日遅れ   |

## スタッフ
- 監修:〆谷浩斗
- 構成:田中直人、そーたに、渡辺岳人
- リサーチ:山田有美、田中雅則、林裕一
- 美術制作:古江学
- 美術進行:矢野雄一郎
- デザイン:鈴木賢太
- 大道具:藤沢和雄
- アクリル装飾:日野邦彦
- メイク:山田かつら
- TD:斉藤伸介
- CAM:上田容一郎
- VE:南雲幸平、末永丈士
- AUD:鈴木雄一郎
- LD:小林敦洋
- 編集:黒田昌志、田中友裕、渡辺寛樹、十文字美賀、井上誠一朗
- MA:小田島真美
- 音響効果:大平拓也
- CG:山田健介
- タイトル:福澤伸太郎
- 技術協力:イマジカ、4-Legs、EAT、デジタルスペックインコーポレイテッド、BIGFACE、FVB
- 衣装協力:スピンズ、simmon、Grimoire
- 協力:BIJIN&Co.、BARKS
- ロケ協力:馬場圭介事務所、オア・グローリー神宮前店、専門学校ESPミュージックアカデミー
- 広報:鈴木はるか
- TK:水越理恵
- デスク:福田有岐
- AP:大川幸子
- FD:竹内健太、後藤悠樹
- 制作協力:D:COMPLEX
- ディレクター:徳舛充人、栗原真、志賀一寿、曽我和隆、田中美咲
- 演出:菅井秀一
- プロデューサー:三浦淳、小沢英治（D:COMPLEX）
- 制作著作:フジテレビ

過去のスタッフ
- ディレクター:宇都宮宏祐